# Almbach (Gleißenbach)
Der Almbach ist ein knapp drei Kilometer langes Gewässer bei Aufhofen und Dettenhausen in der Gemeinde Egling im Landkreis Bad Tölz-Wolfratshausen, das meist versickert.

## Verlauf
Der Almbach entspringt wenig vor dem nördlichen Dorfrand von Aufhofen am Weg zur Josefikapelle und läuft zunächst ungefähr westlich.  Schon nach ca. 150 Metern fließt er in den Aufhofener Weiher ein, der ihn aufstaut. Den 2,6 ha großen See ließ der Abt des Klosters Schäftlarn 1721/22 als Fischgewässer anlegen. An der Westseite verlässt der Almbach den Weiher durch zwei Schleusen und fließt in den angrenzenden Waldzipfel Kastenich ein, in welchem die zwei Ausläufe sich bald vereinen. Wieder in der Flur, läuft er mehr und mehr nach Südwesten und unterquert dabei in einem Rohr die Straße von Aufhofen nach Dettenhausen. Jenseits im Wiesengewann Langes Moos verschwindet er nach einem Viertelkilometer in einer Verrohrung, die ihn etwa im rechten Winkel für knapp 200 Meter nach rechts und Nordwesten führt, wo er dicht an einem baumbestandenen ehemaligen Kleinweiher wieder auftaucht und nach Norden zur Straße zurückläuft.
An deren Rand beginnt seine lange Verrohrung, die ihn unterirdisch bis zum Zulaufgraben führt, dem heutigen Hauptzulauf des Deininger Weihers. 
In früherer Zeit schlängelte sich der Almbach durch das Deininger Filz ungefähr nördlich die Wiesen hinunter bis zum Deininger Weiher, wo er nach dem sich dort nordöstlich bis Deisenhofen ziehenden, langen Trockental Gleißental Gleißenthalbächel genannt wurde. Dessen heute Gleißenbach genannter Ausfluss versickert nämlich ebenfalls wenig unterhalb des auch Gleißentalweiher genannten Sees. Das Trockental entwässert dann unterhalb der Hachinger Bach.

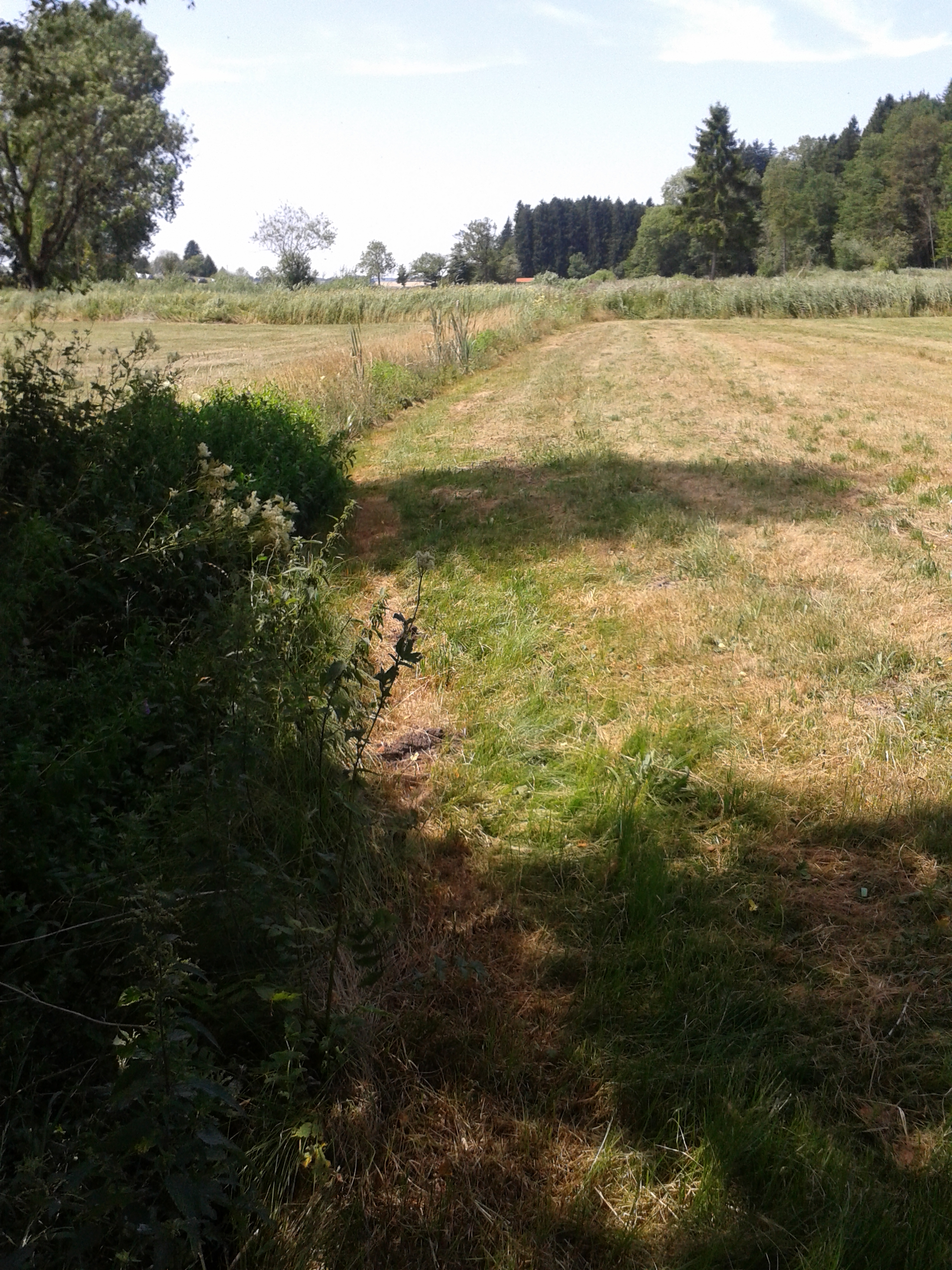
Almbach von der Quelle bis zum Eintritt in den Aufhofener Weiher
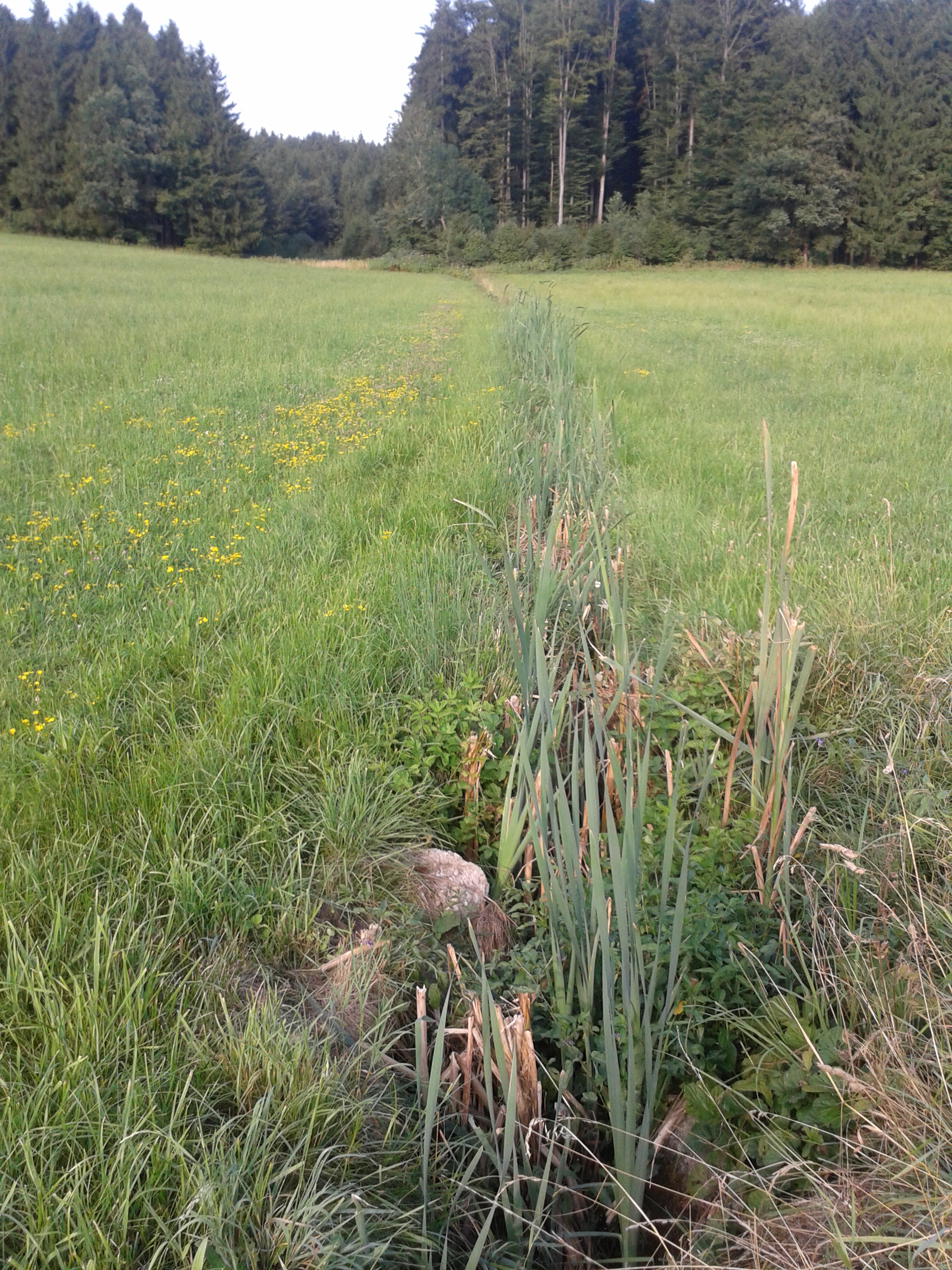
Almbach bis zur Rohrdurchführung unter der Straße Aufhofen-Dettenhausen
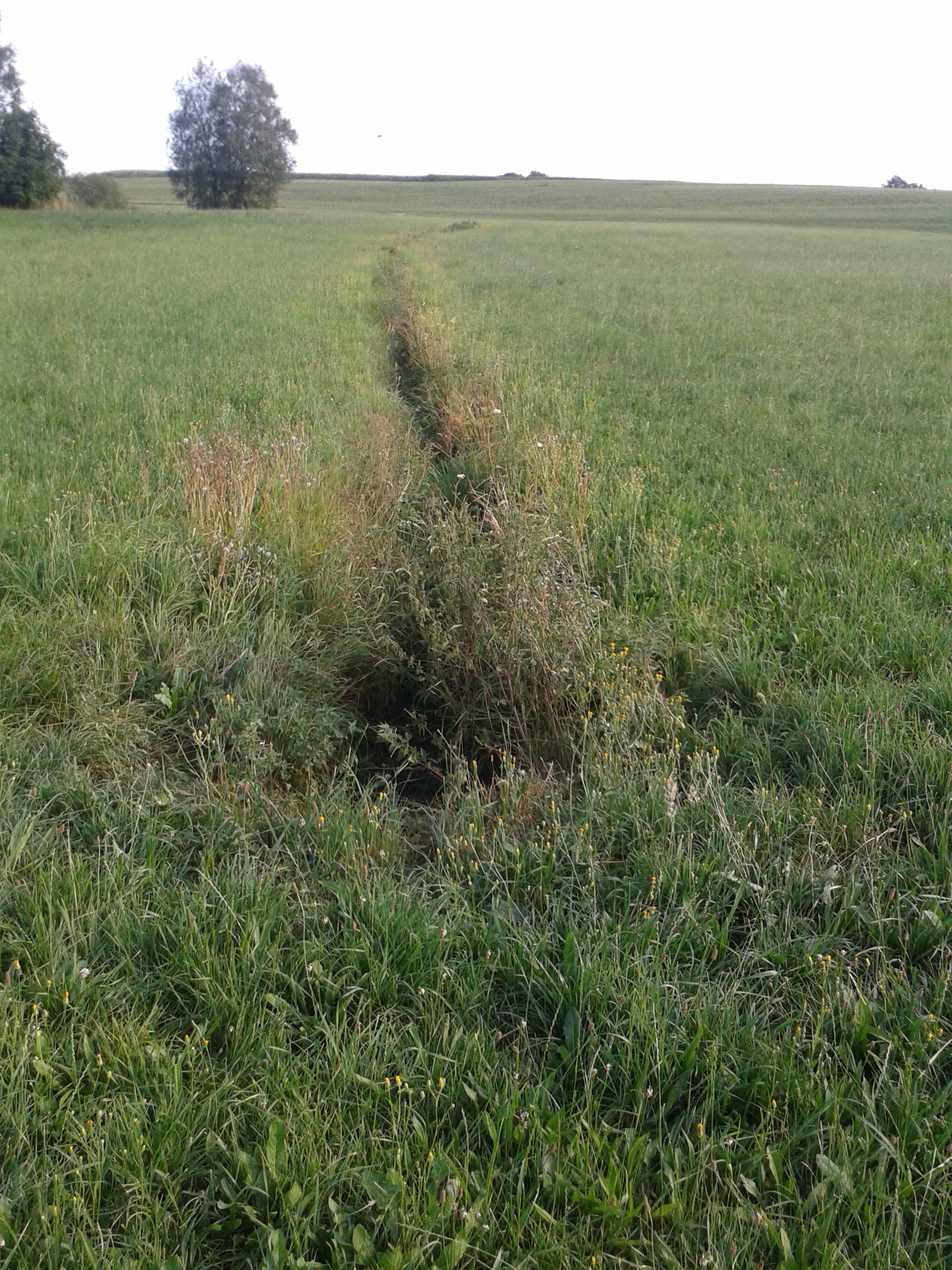
Almbach zwischen den verrohrten Strecken